# Qualea
Genre
Synonymes
- Agardhia Spreng. in Syst. Veg., ed. 16. 1: 17 (1824)
- Amphilochia Mart. in Nov. Gen. Sp. Pl. Bras. 1: 127 (1826)
- Schuechia Endl. in Gen. Pl.: 1178 (1840)

Qualea est un genre de plantes à fleurs de la famille des Vochysiaceae.

## Étymologie
Le genre Qualea, décrit pour la première fois en 1775 par le botaniste français J.-B. Aublet (1723-1778), est la latinisation du nom vernaculaire « Qualé » utilisé en Guyane.

## Liste des espèces
Selon Catalogue of Life (16 juillet 2017) :
- Qualea acuminata Spruce ex Warm.
- Qualea albiflora Warming
- Qualea amapaensis H. Balslev & S.A. Mori
- Qualea amoena Ducke
- Qualea belemnensis Stafleu
- Qualea brasiliana Stafleu & L. Marcano Berti
- Qualea brevipedicellata Stafleu
- Qualea calantha Pilger
- Qualea calophylla Pittier
- Qualea cassiquiarensis Spruce ex Warm.
- Qualea clavata Stafleu
- Qualea coerulea Aubl.
- Qualea cordata (Mart.) Spreng.
- Qualea cryptantha Spreng. ex Warm.
- Qualea cyanea Ducke
- Qualea cymulosa Schery
- Qualea decorticans Ducke
- Qualea densiflora Warm.
- Qualea dinizii Ducke
- Qualea elegans Taub. ex Benoist
- Qualea esmeraldae Standl.
- Qualea ferruginea Steyerm.
- Qualea gardneriana Warm.
- Qualea gestasiana A. St.-Hil.
- Qualea glaziovii Warm.
- Qualea gracilior Pilger
- Qualea grandiflora Mart.
- Qualea hannekesaskiarum L. Marcano Berti
- Qualea homosepala Ducke.
- Qualea impexa Macbride
- Qualea ingens Warm.
- Qualea insignis G.H.Shimizu, D.J.P.Gonç., F.França & K.Yamam.
- Qualea johannabakkerae Marc.-Berti
- Qualea labouriauana Paula
- Qualea lineata Stafleu
- Qualea lundii (Warm.) Warm.
- Qualea macropetala Spruce ex Warm.
- Qualea magna Kuhlm.
- Qualea marioniae Marc.-Berti
- Qualea megalocarpa Stafleu
- Qualea moriboomii L. Marcano-Berti
- Qualea multiflora Mart.
- Qualea nitida Stafleu
- Qualea obtusata Briq.
- Qualea panamensis L. Marcano-Berti
- Qualea paraensis Ducke
- Qualea parviflora Mart.
- Qualea polychroma Stafleu
- Qualea psidiifolia Spruce ex Warm.
- Qualea pulcherrima Spruce ex Warm.
- Qualea retusa Spruce ex Warm.
- Qualea rigida Stafleu
- Qualea rosea Aubl.
- Qualea rupicola Ducke
- Qualea sacculata Stafleu
- Qualea schomburgkiana Warm.
- Qualea selloi Warm.
- Qualea sprucei Warm.
- Qualea suprema Ducke
- Qualea tessmannii Mildbr.
- Qualea themistoclesii Ducke
- Qualea trichanthera Spruce ex Warm.
- Qualea tricolor Benoist
- Qualea tuberculata Stafleu
- Qualea urceolata Stafleu
- Qualea wittrockii Malme
- Qualea wurdackii L. Marcano Berti